# Proaigialosaurus huenei
Il proaigialosauro (Proaigialosaurus huenei) è un presunto rettile estinto, appartenente agli squamati. L'unico fossile ritrovato è poi andato perduto, ed è stato rinvenuto nei famosi sedimenti di Solnhofen (Germania), in strati del Giurassico superiore (Kimmeridgiano/Tithoniano, circa 150 milioni di anni fa).

## Classificazione
Tutto quello che è stato ritrovato di questo animale è un piccolo cranio, lungo poco più di tre centimetri, descritto e illustrato da Kuhn nel 1958. Il cranio, conservatosi con la superficie dorsale esposta, era piuttosto simile a quello di un altro rettile semiacquatico vissuto molti milioni di anni dopo, Aigialosaurus. In totale, Proaigialosaurus non doveva superare di molto il mezzo metro di lunghezza. L'esemplare è poi andato perduto, e successivi studi si sono basati esclusivamente sulle illustrazioni del fossile. Alcuni (Russell 1967) considerano Proaigialosaurus un arcaico membro degli aigialosauridi, una famiglia di rettili acquatici affini ai varani e ai mosasauri. Altri studiosi (Dutchak, 2005) suppongono possa trattarsi di un rappresentante dei pleurosauridi, un gruppo di sfenodonti acquatici imparentati alla lontana con l'odierno tuatara, tipici dello stesso giacimento. 
Se Proaigialosaurus fosse effettivamente un aigialosauride, sarebbe al contempo il più antico della sua famiglia e anche il più antico fra i Platynota, il gruppo di lucertole che comprende i varani e da cui si sono originati (e a tutti gli effetti appartengono) i serpenti.